# Wasser-Schwein
Das Wasser-Schwein (Guihai, chinesisch 癸亥, Pinyin guǐhài) ist das 60. Jahr des chinesischen Kalenders (siehe Tabelle 天支 60-Jahre-Zyklus). Es ist ein Begriff aus dem Bereich der chinesischen Astrologie und bezeichnet diejenigen Mondjahre, die durch eine Verbindung des zehnten Himmelsstammes (癸,  guǐ, Element Wasser und Yīn) mit dem zwölften Erdzweig (亥,  hài), symbolisiert durch das Schwein (猪,  zhū), charakterisiert sind.
Nach dem chinesischen Kalender tritt eine solche Verbindung alle 60 Jahre ein. Das letzte Wasser-Schwein-Jahr begann 1983 und dauerte wegen der Abweichung des chinesischen vom gregorianischen Kalenderjahr vom 13. Februar 1983 bis 1. Februar 1984.

## Wasser-Schwein-Jahr
Im chinesischen Kalenderzyklus ist das Jahr des Wasser-Schweins 癸亥guǐhài das 60. Jahr (am Beginn des Jahres: Wasser-Hund 壬戌 rénxū 59).
| Liste der Wasser-Schwein-Jahre des 60-Jahres-Zyklus (Ende des Zyklus – bei Zählung vom 1. Regierungsjahr Huángdì) (Beginn des Zyklus – bei Zählung vom 61. Regierungsjahr Huángdì)            |              |              |              |              |              |              |              |              |              |              |
| Zykl. | 0            | 1            | 2            | 3            | 4            | 5            | 6            | 7            | 8            | 9            |
| 0 | 2638 v. Chr. | 2578 v. Chr. | 2518 v. Chr. | 2458 v. Chr. | 2398 v. Chr. | 2338 v. Chr. | 2278 v. Chr. | 2218 v. Chr. | 2158 v. Chr. | 2098 v. Chr. |
| 10 | 2038 v. Chr. | 1978 v. Chr. | 1918 v. Chr. | 1858 v. Chr. | 1798 v. Chr. | 1738 v. Chr. | 1678 v. Chr. | 1618 v. Chr. | 1558 v. Chr. | 1498 v. Chr. |
| 20 | 1438 v. Chr. | 1378 v. Chr. | 1318 v. Chr. | 1258 v. Chr. | 1198 v. Chr. | 1138 v. Chr. | 1078 v. Chr. | 1018 v. Chr. | 958 v. Chr.  | 898 v. Chr.  |
| 30 | 838 v. Chr.  | 778 v. Chr.  | 718 v. Chr.  | 658 v. Chr.  | 598 v. Chr.  | 538 v. Chr.  | 478 v. Chr.  | 418 v. Chr.  | 358 v. Chr.  | 298 v. Chr.  |
| 40 | 238 v. Chr.  | 178 v. Chr.  | 118 v. Chr.  | 58 v. Chr.   | 3            | 63           | 123          | 183          | 243          | 303          |
| 50 | 363          | 423          | 483          | 543          | 603          | 663          | 723          | 783          | 843          | 903          |
| 60 | 963          | 1023         | 1083         | 1143         | 1203         | 1263         | 1323         | 1383         | 1443         | 1503         |
| 70 | 1563         | 1623         | 1683         | 1743         | 1803         | 1863         | 1923         | 1983         | 2043         | 2103         |
| 80 | 2163         | 2223         | 2283         | 2343         | 2403         | 2463         | 2523         | 2583         | 2643         | 2703         |
| Hinweis: Die laufende Nr. des Zyklus ergibt sich aus der Zeilen-Nr. addiert mit der Spalten-Nr. Beispiel: Das Wasser-Schwein-Jahr des 35. Zyklus (Zeile 30 + Spalte 5) entspricht 538 v. Chr. |              |              |              |              |              |              |              |              |              |              |